# Pietro Gambolato
Pietro Gambolato (Genova, 12 aprile 1931 – Genova, 22 marzo 2020) è stato un politico italiano.

## Biografia
Esponente del Partito Comunista Italiano, fu eletto alla Camera per tre legislature, restando in carica dal 1972 al 1983. In particolare, ottenne 17.986 preferenze alle politiche del 1972, 15.584 alle politiche del 1976 e 17.961 alle politiche del 1979.
Rivestì per più mandati la carica di consigliere comunale a Genova; vicesindaco dal 1981 al 1985 nella giunta guidata da Fulvio Cerofolini, dal 1990 al 1993 fu assessore al bilancio nelle amministrazioni di Romano Merlo (1990-92) e di Claudio Burlando (1992-93).
Nel 1991 aderì al Partito Democratico della Sinistra, quindi ai Democratici di Sinistra e infine al Partito Democratico.